# Equus pantanensis
Equus pantanensis es una especie extinta de équido que habitaba el Pantanal (humedal ubicado en la región del Mato Grosso brasileño y que alcanzaba Paraguay y Bolivia). 
Restos óseos de este equino fueron encontrados en el río Paraguay. Los caballos existentes hoy en esta zona fueron traídos desde la península ibérica por colonizadores españoles y portugueses.
- Datos: Q5835159